# Ross Rennie
Ross Rennie (ur. 29 marca 1986 w Edynburgu) – szkocki rugbysta występujący w trzeciej linii młyna, reprezentant kraju zarówno w wersji piętnasto-, jak i siedmioosobowej, uczestnik Pucharu Świata 2011.

## Kariera klubowa
Na poziomie klubowym związany był ze Stewart's Melville RFC, z którym w 2005 roku zyskał awans do najwyższego szkockiego poziomu rozgrywkowego.
Od początku sezonu 2005/2006, jako członek Narodowej Akademii Rugby, był przydzielony do zespołu Edinburgh Rugby. Zaliczył wówczas dwa spotkania z ławki rezerwowych, od kolejnego sezonu wychodził na boisko w wyjściowej piętnastce, otrzymał zatem seniorski, zawodowy kontrakt, który był następnie przedłużany, z ważnością ostatniego upływającą w roku 2014. Łącznie w barwach drużyny z Edynburga, także w Pucharze Heinekena, zagrał w 91 spotkaniach, w 2008 roku zdobywając dodatkowo wyróżnienie dla najlepszego jej gracza.
Trapiony był przewlekłymi kontuzjami, toteż w styczniu 2014 roku został wypożyczony do występującego wówczas w RFU Championship klubu Bristol Rugby. Pod koniec kwietnia tego roku strony uzgodniły przejście zawodnika na stałe z dwuletnim kontraktem, jednak pół roku później przezwyciężywszy uraz kolana Rennie doznał kontuzji karku. Uraz neurologiczny był na tyle poważny, iż nie mogąc po kilku miesiącach podjąć treningu kontaktowego zdecydował za radą lekarzy o zakończeniu kariery zawodniczej. Łącznie dla Bristol zagrał w trzynastu spotkaniach zdobywając siedem przyłożeń.

## Kariera reprezentacyjna
Był stypendystą East of Scotland Institute of Sport i Scottish Rugby's National Academy. Reprezentował kraj w zespołach juniorskich: U-18, U-19 i U-21, w tym w mistrzostwach świata w 2005 i 2006, zajął także szóste miejsce w turnieju rugby 7 na Igrzyskach Wspólnoty Narodów Młodzieży 2004.
W seniorskiej kadrze rugby siedmioosobowego znalazł się po raz pierwszy na kończące sezon 2004/2005 turnieje w Londynie i Paryżu. Występował z nią jeszcze w kolejnych dwóch sezonach IRB Sevens World Series oraz na Igrzyskach Wspólnoty Narodów 2006. Z brytyjską reprezentacją zajął natomiast czwarte miejsce na World Games 2005.
Pierwsze powołanie do reprezentacji narodowej w pełnej odmianie tego sportu otrzymał w grudniu 2007 roku, w kadrze A zadebiutował zdobytym przyłożeniem w wygranej z włoskimi odpowiednikami na początku lutego 2008 roku, a w pierwszym zespole pod koniec tego miesiąca przeciwko Irlandczykom w ramach Pucharu Sześciu Narodów.
Seria kontuzji w ciągu kolejnych dwóch lat wstrzymała jego powołania, powrócił jednak do kadry na mecze w listopadzie 2010 roku. Pojawił się następnie w dwóch meczach Pucharu Sześciu Narodów 2011, a pierwszy występ w wyjściowej piętnastce zaliczył w sierpniu tego roku w meczach przygotowawczych do Pucharu Świata 2011. Znalazł się następnie w składzie na ten turniej, podczas którego zagrał w trzech spotkaniach. Koszulkę numer siedem utrzymał w dziewięciu meczach, które rozegrał w roku 2012, dodatkowo w Pucharze Sześciu Narodów przeciwko Francuzom otrzymując wyróżnienie dla gracza meczu. W następnych dwóch latach przez kolejne urazy omijały go powołania, ostatecznie karierę reprezentacyjną zakończył po dwudziestu testmeczach.